# Gmina Pątnów
Die Gmina Pątnów ist eine Landgemeinde im Powiat Wieluński der Woiwodschaft Łódź in Polen. Ihr Sitz ist das gleichnamige Dorf (deutsch Patnow bzw. Pathenau) mit etwa 1400 Einwohnern.

## Geographie

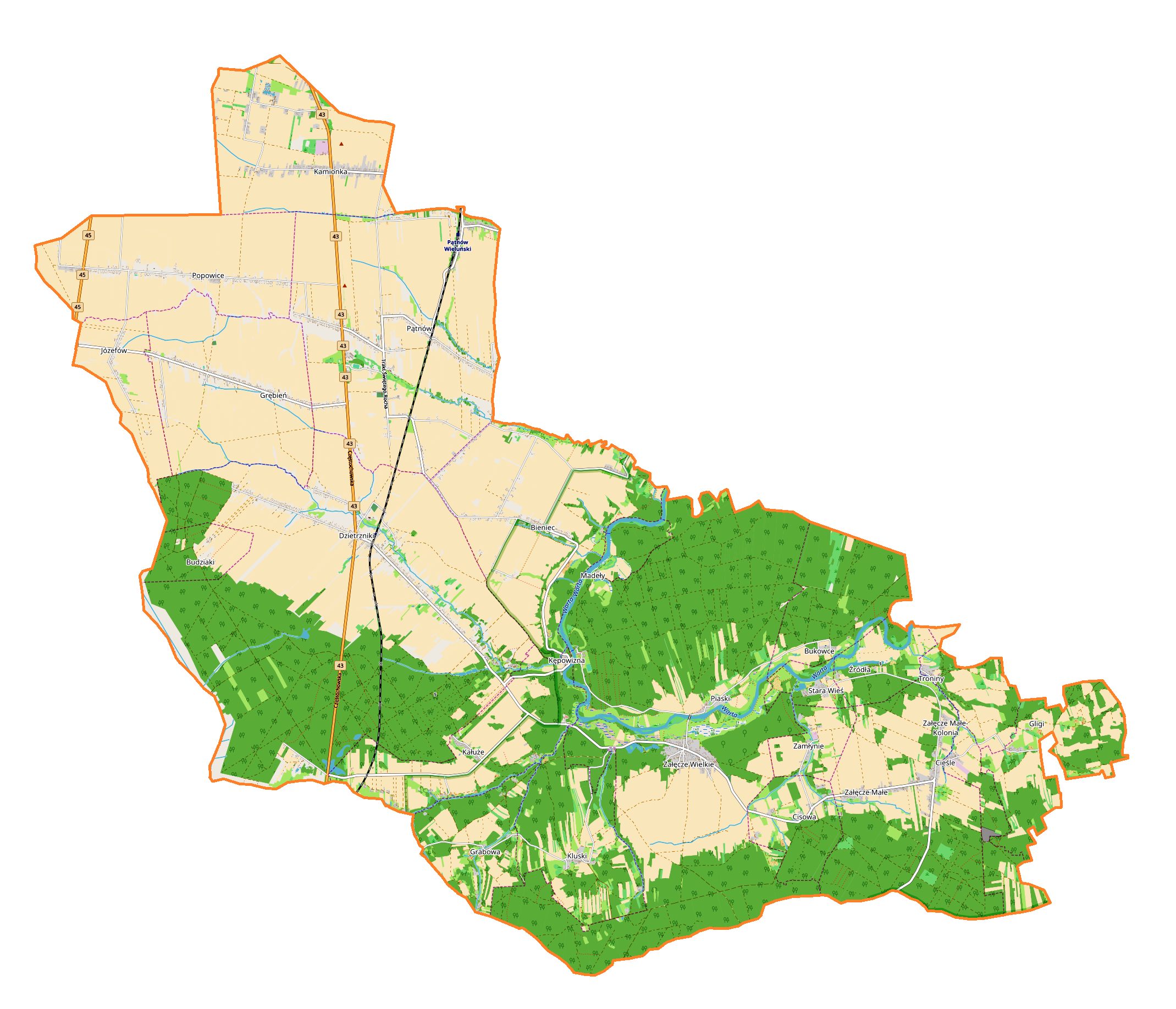
Karte der Gemeinde

Die Gemeinde liegt im Süden der Woiwodschaft und grenzt im Westen an die Gemeinden Praszka und Rudniki in der Woiwodschaft Opole. Im Süden grenzt sie an die Gmina Lipie in der Woiwodschaft Schlesien. Nachbargemeinden in der Woiwodschaft Łódź sind die Gemeinden Wieluń im Norden sowie Wierzchlas und Działoszyn im Osten sowie Mokrsko im Nordwesten. Die Kreisstadt Wieluń liegt drei Kilometer nördlich und Breslau etwa hundert Kilometer westlich.
Die Landschaft Wyżyna Wieluńska (Wieluner Höhen) ist ein Karstgebiet. Die Warthe durchzieht in einer weiten Schleife das Gebiet der Gemeinde. Diese hat eine Fläche von 114,3 km², von der 60 Prozent land- und 34 Prozent forstwirtschaftlich genutzt werden.

## Geschichte
Die Gemeinde wurde 1953 und 1973 (wieder-)gegründet. Ihr Vorgänger war die ehemalige Gmina Kamionka. Von 1954 bis 1972 war sie in Gromadas aufgegliedert. Von 1975 bis 1998 gehörte die Landgemeinde zur Woiwodschaft Sieradz. Der Powiat wurde in dieser Zeit aufgelöst. Im Jahr 1999 kam die Landgemeinde zur Woiwodschaft Łódź und zum wieder errichteten Powiat Wieluński.

## Gliederung
Die Landgemeinde (gmina wiejska) Pątnów mit 6512 Einwohnern (Stand 31. Dezember 2020) besteht aus 12 Dörfern mit Schulzenämtern (sołectwa). Diese sind:
Pątnów (1943–1945 Patenau)
Bieniec (1943–1945 Bienenzell)
Dzietrzniki (1943–1945 Dietzfeld)
Grabowa
Grębień (1943–1945 Grünau)
Józefów
Kałuże
Kamionka (1943–1945 Steindorf)
Kluski
Popowice (1943–1945 Kirchfeld)
Załęcze Małe
Załęcze Wielkie
Kleinere Ortschaften der Gemeinde sind:
Budziaki
Bukowce
Cieśle
Cisowa
Gligi
Stara wieś
Troniny
Zamłynie
Hinzu kommen die Weiler Kępowizna, Kubery und Madeły sowie die Kolonie Źródła.

## Denkmalgeschützte Sehenswürdigkeiten
- Holzkirche pw. Świętej Trójcy in Grębień (16. Jahrhundert)[4][5]
- Holzhaus in Grębień (18. Jahrhundert, abgegangen)[6]
- Holzkirche Wszystkich Świętych in Popowice (16. Jahrhundert)[7]
- Mühle an der Warthe in Kępowizna, errichtet 1914 zur Erzeugung hydroelektrischer Energie.[8]

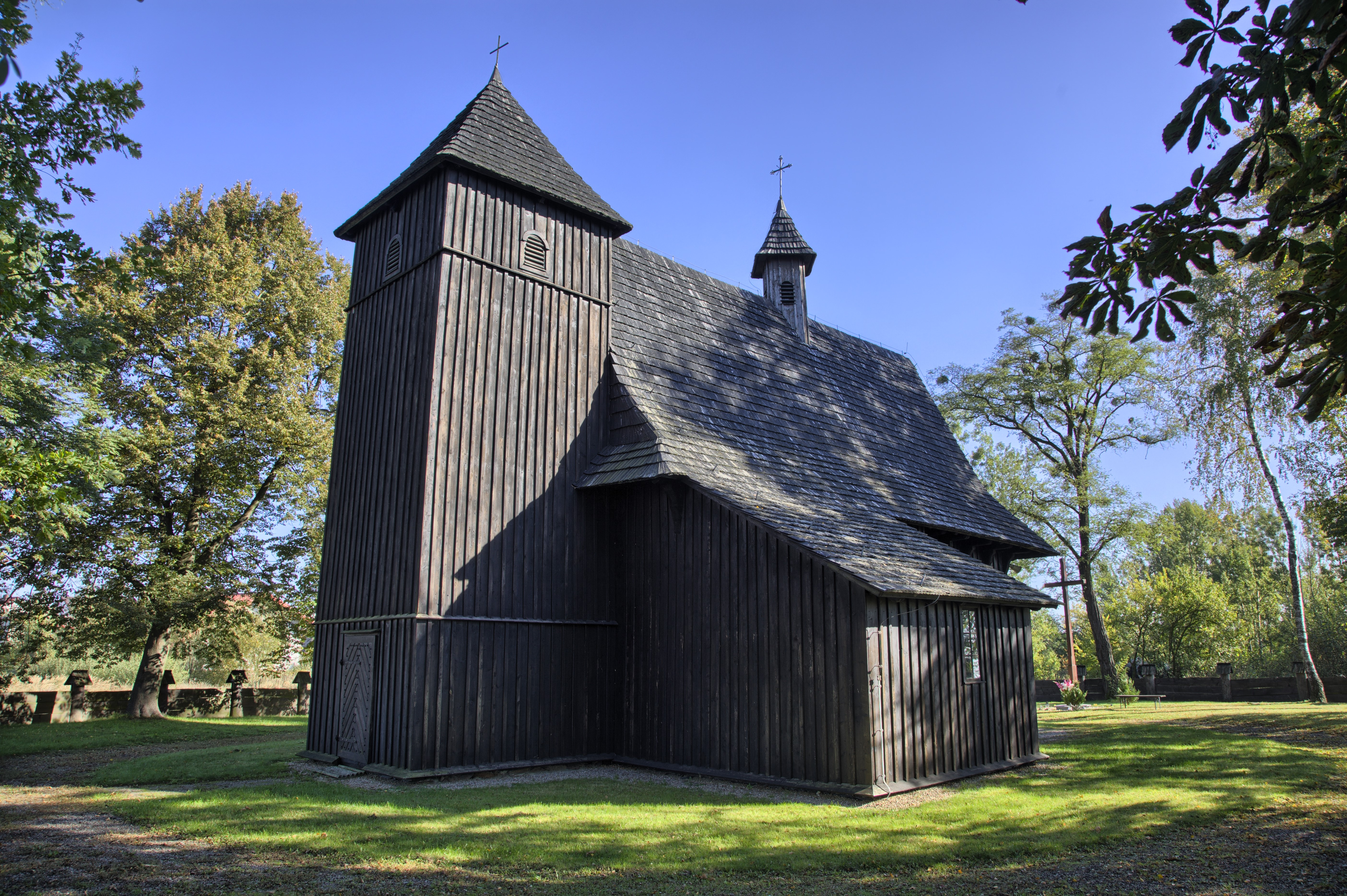
Holzkirche in Grębień
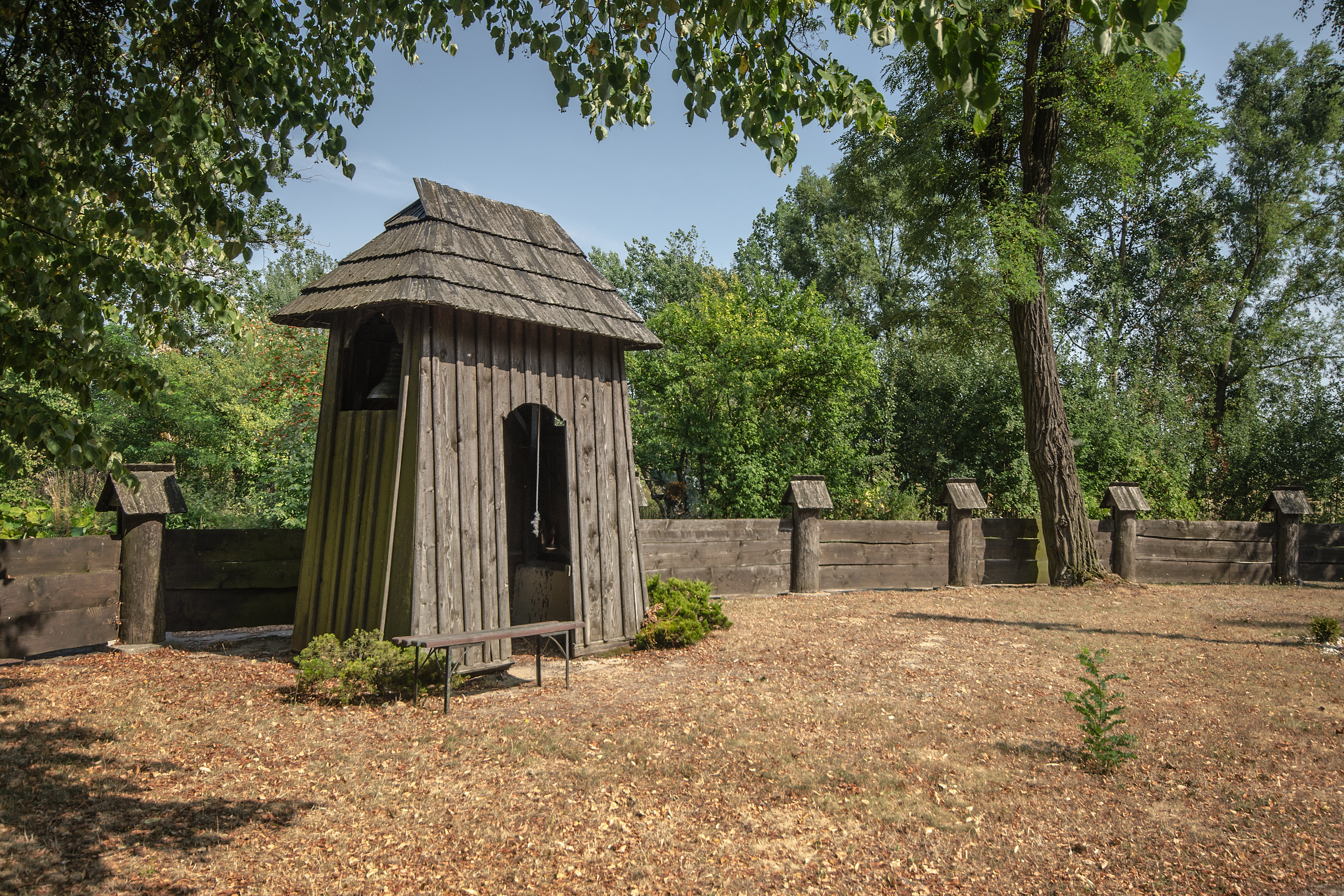
Glockenträger in Grębień
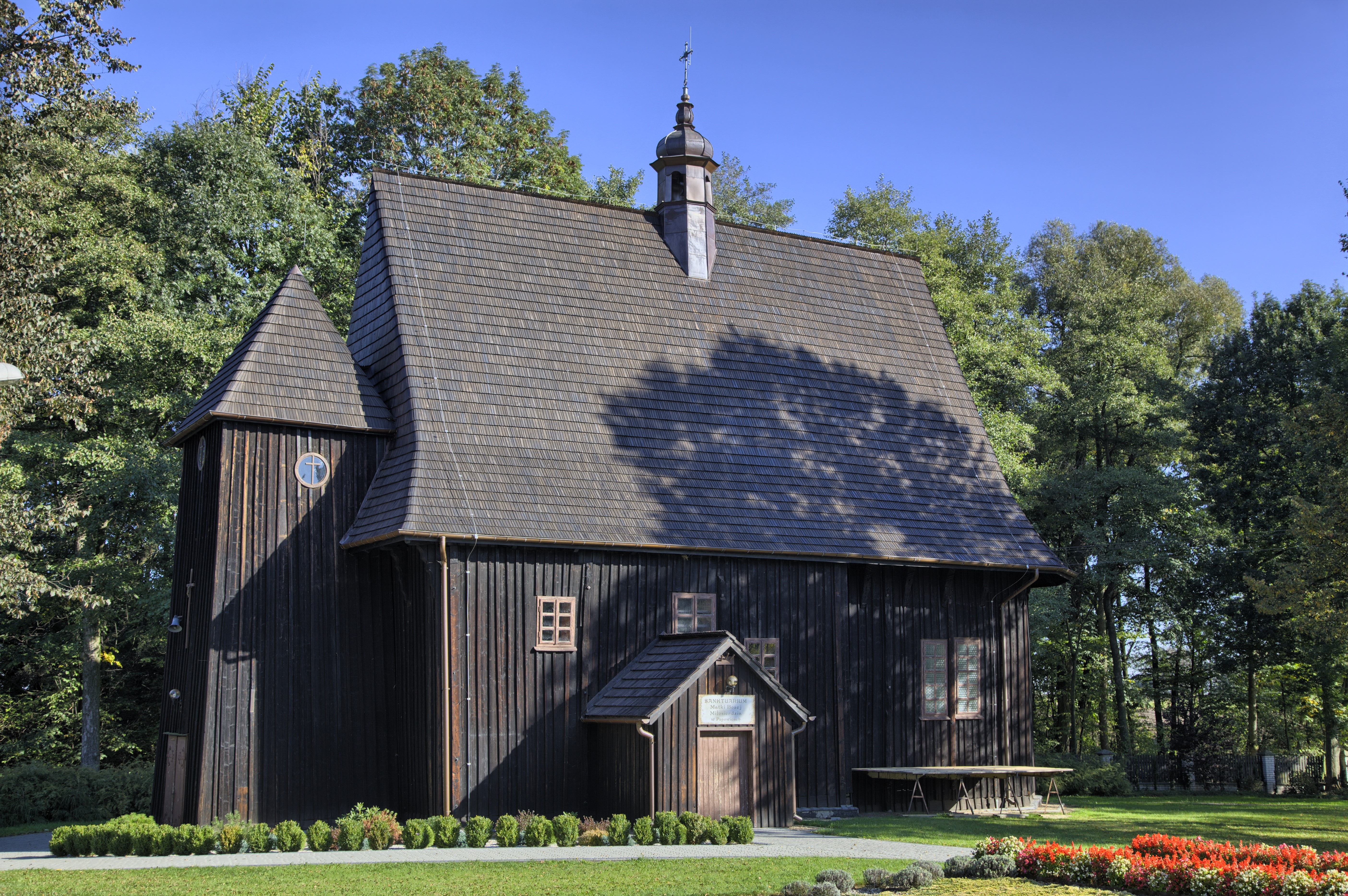
Holzkirche in Popowice
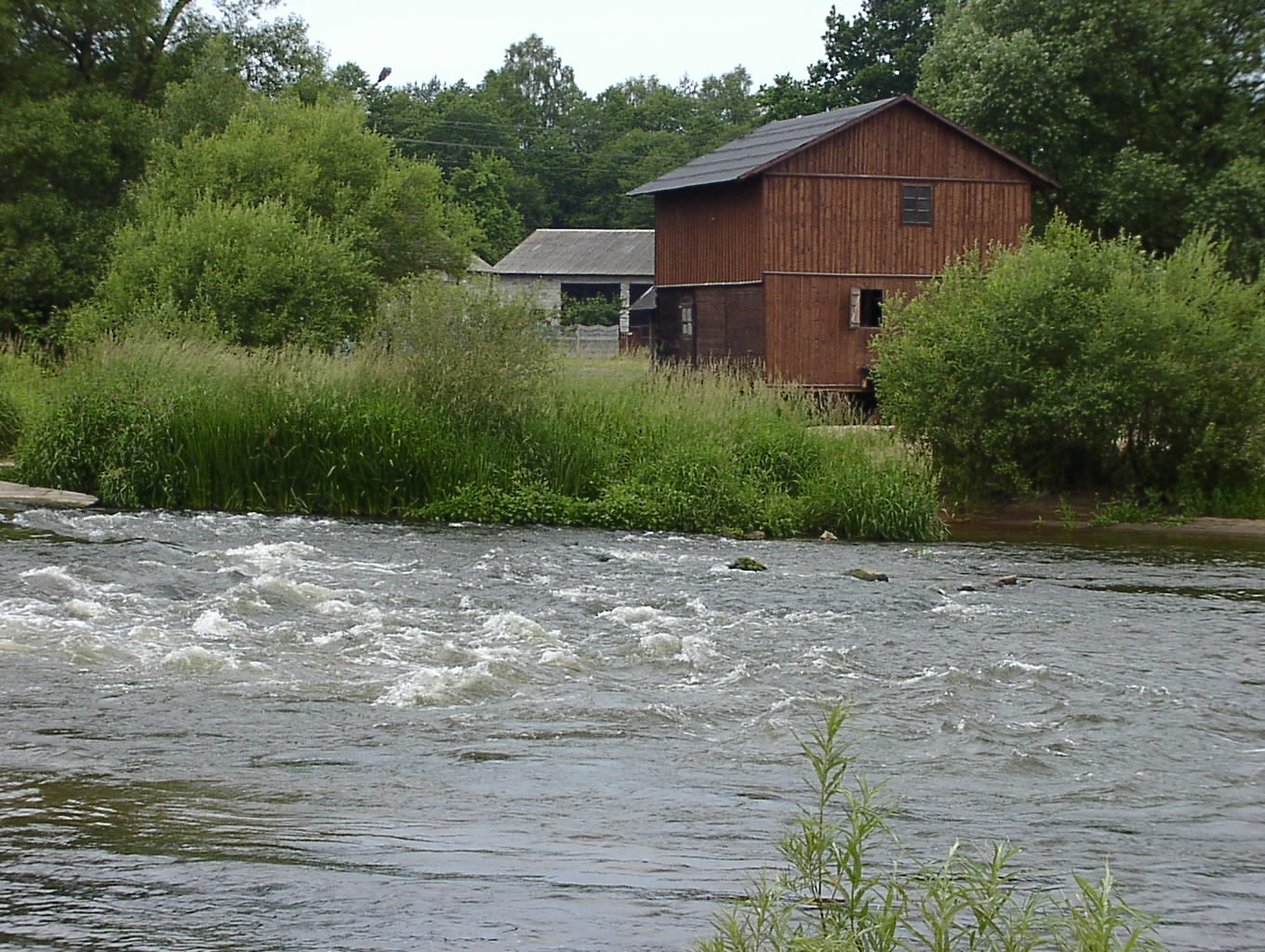
Mühle in Kępowizna

## Verkehr
Die wichtigsten Straßen sind die Landesstraßen DK43 und DK43, die Gemeinde von Nord nach Süd durchziehen. Der nächste internationale Flughafen ist Łódź.
Der nächste Fernbahnhof ist Wieluń Dąbrowa an der Bahnstrecke Herby–Oleśnica. An derselben Strecke bestehen der Bahnhof Pątnów Wieluński und der Haltepunkt Dzietrzniki auf Gemeindegebiet.